# Limnozetes onondaga
Limnozetes onondaga är en kvalsterart som beskrevs av Valerie M. Behan-Pelletier 1989. Limnozetes onondaga ingår i släktet Limnozetes och familjen Limnozetidae. Inga underarter finns listade i Catalogue of Life.